# Samson Colebrooke
Samson Colebrooke (* 10. Mai 1997 in Exuma) ist ein bahamaischer Leichtathlet, der sich auf den Sprint spezialisiert hat.

## Sportliche Laufbahn
Erste internationale Erfahrungen sammelte Samson Colebrooke im Jahr 2014, als er bei den Zentralamerika- und Karibikjugendmeisterschaften in Morelia in 22,12 s den siebten Platz im 200-Meter-Lauf belegte und mit der bahamaischen 4-mal-100-Meter-Staffel in 41,76 s die Silbermedaille gewann, wie auch mit der 4-mal-400-Meter-Staffel in 3:14,70 min. Im selben Jahr gewann er bei den CARIFTA-Games in Fort-de-France in 3:13,16 min die Silbermedaille in der 4-mal-400-Meter-Staffel in der U18-Altersklasse. Bei den CARIFTA-Games 2016 in St. George’s belegte er in 21,19 s den sechsten Platz über 200 Meter und gewann in der 4-mal-100-Meter-Staffel in 40,27 s die Silbermedaille in der U20-Altersklasse. Anschließend schied er bei den U20-Weltmeisterschaften in Bydgoszcz mit 21,30 s im Halbfinale über 200 Meter aus. Daraufhin begann er ein Studium an der Purdue University und 2017 wurde er bei den World Relays auf den Bahamas mit der 4-mal-200-Meter-Staffel wegen eines Dopingverstoßes einer seiner Mitstreiter disqualifiziert. 2019 gewann er bei den U23-NACAC-Meisterschaften in Santiago de Querétaro in 10,01 s die Silbermedaille über 100 Meter hinter dem Jamaikaner Waseem Williams und siegte in 20,58 s über 200 Meter. Zudem gewann er in der 4-mal-100-Meter-Staffel in 40,33 s die Silbermedaille hinter den Vereinigten Staaten. 2021 nahm er im 100-Meter-Lauf an den Olympischen Sommerspielen in Tokio teil und schied dort mit 10,33 s in der ersten Runde aus. 
2022 schied er bei den Weltmeisterschaften in Eugene mit 10,23 s im Vorlauf aus und anschließend schied er auch bei den NACAC-Meisterschaften in Freeport mit 11,71 s in der Vorrunde aus. Im Jahr darauf verpasste er bei den Panamerikanischen Spielen in Santiago de Chile mit 10,62 s den Finaleinzug über 100 Meter.
2021 wurde Colebrooke bahamaischer Meister im 100-Meter-Lauf sowie 2023 in der 4-mal-100-Meter-Staffel.

## Persönliche Bestleistungen
- 100 Meter: 10,01 s (+1,1 m/s), 5. Juli 2019 in Santiago de Querétaro
  - 60 Meter (Halle): 6,65 s, 31. Januar 2020 in Fayetteville
- 200 Meter: 20,46 s (+1,4 m/s), 25. Mai 2019 in Jacksonville
  - 200 Meter (Halle): 20,98 s, 31. Januar 2020 in Fayetteville